# 飞英塔
飞英塔位于浙江省湖州市内塔下街。始建于中国唐朝中和四年（884年）并于乾宁元年（894年）完工，最初仅有一座舍利石塔。北宋开宝年间，舍利石塔外面加盖了一座砖木塔，是为今天的飞英塔，同时是中国境内现存唯一一座塔中塔。该塔曾于南宋绍兴年间被雷击中后焚毁，并于之后重建。1929年时，飞英塔的外塔塔顶发生垮塌，后于20世纪80年代重修。1988年，飞英塔被列为全国重点文物保护单位。

## 历史
唐代咸通年间（860-874年），有一名名叫云皎的僧人在长安获得了7粒舍利和“阿育王饲虎面像”。后来他在返回湖州之后，于中和四年（884年）在当地一座名为上乘寺的寺庙中盖了一座石塔用以保存这些物品，该塔于乾宁元年（894年）正式完工，初名上乘寺舍利石塔。北宋开宝年间（968-976年），因传说石塔顶部有神光出现，当地人遂在在该石塔外加盖了一座木塔来保护。木塔建成后，该塔也取佛语“舍利飞轮、英光普现”中的两个字而被命名为飞英塔，而由于“塔中塔”的名声远播，上乘寺也在景德二年（1005年）时改名为飞英寺:329。南宋绍兴二十年（1150年）时，飞英塔因为被雷击中而起火，内外塔均受损。绍兴二十四年（1154年）时，内部的石塔被重建，而外部的木塔则于端平元年（1234年）重建。此后元代、明代、清代时，飞英塔均曾有过重修记录。

## 结构

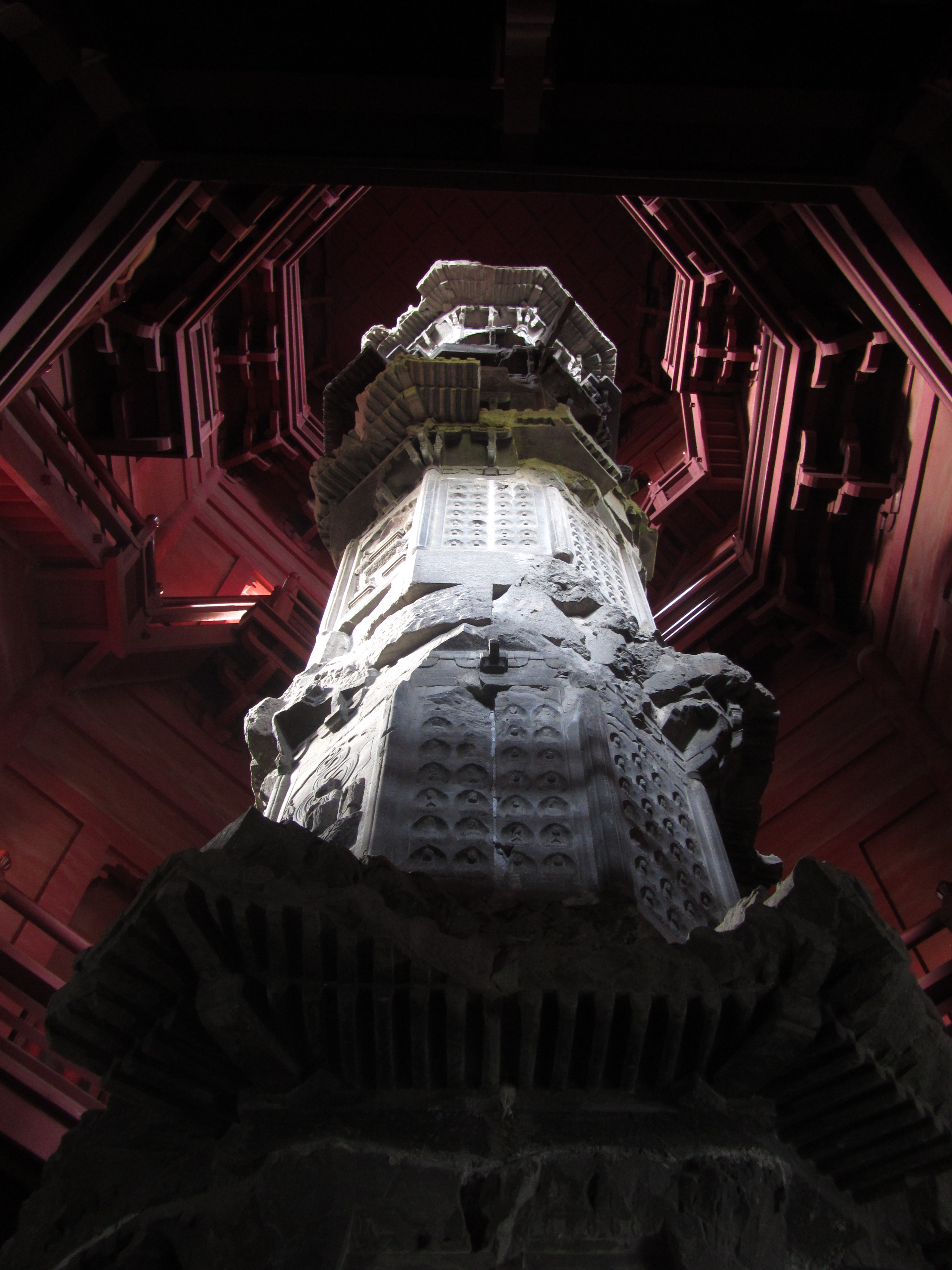
塔内第二至五层仰视

飞英塔位于浙江省湖州市内塔下街，是中国现存唯一一座塔中塔，同时也被认为是湖州市的文化地标之一。该塔可分为外塔和内塔两个部分，内塔位于外塔的塔室内。
外塔为砖木混合的楼阁式塔，共有7层，平面为八角形，通高55米，直径11米。内壁有扶梯可以登到塔上。第二层至第四层均设有围廊，下有斗拱支撑，可供信众环绕石塔礼佛。塔内壁每层均有斗拱，其中第二层为真上昂，第三层和第四层为双杪五铺作，第五层为华拱上出线刻上昂，第六层和第七层为扶壁垂拱。塔外壁每层均有塔檐和平座，下用斗拱支跳。每层檐下斗拱补间铺作一朵，为单杪单下昂重拱计心造，扶壁单栱素枋两条。平座为两朵补间铺作。:330
飞英塔内塔为仿木结构楼阁式石塔，平面为八角形。塔刹已毁，剩余部分高度为15米。最下方为基座，上有“九山八海”的雕塑。基座上方为太湖青白石材质的须弥座，其上雕刻有仰莲和花卉，束腰部分则有狮子的浮雕。须弥座上方为塔身，共有5层，每层均由正身、塔檐和平座组成。正身每面转角处均雕刻有倚柱，倚柱之间架有阑额；每面中间有两根间柱，间柱上有施主的题记。每层均开有相间排列的壸门或佛龛。平座上原有的栏杆已全毁，现在仅存柱洞。:330

## 保护
1929年时，由于年久失修，飞英塔的外塔塔顶发生垮塌，内塔和外塔均因此严重受损。1982年至1986年，国家文物局拨款修缮飞英塔。在维修过程中，工作人员发现了藏在外塔壁中一件已经散架的黑漆木胎嵌螺钿经函，函内装有一部已残的《妙法莲华经》，以及566枚周元通宝，经鉴定均为五代时期的文物。1987年，飞英塔重新对外开放，同年飞英塔文物保管所成立:329。1988年，飞英塔被列为全国重点文物保护单位。2009年6月，飞英塔在经过修缮之后重新对外开放。2015年4月，湖州市发改委举行了飞英塔门票的听证会。